# Guindrecourt-aux-Ormes
Guindrecourt-aux-Ormes es una comuna francesa situada en el departamento de Alto Marne, en la región de Gran Este.

## Demografía
| 119 | 100 | 90 | 79 | 88 | 94 | 91 |
| Para los censos de 1962 a 1999 la población legal corresponde a la población sin duplicidades (Fuente: INSEE [Consultar]) |     |    |    |    |    |    |